# Ceratopogon glabricollis
Ceratopogon glabricollis är en tvåvingeart som beskrevs av Joseph Waltl 1837. Ceratopogon glabricollis ingår i släktet Ceratopogon och familjen svidknott.
Artens utbredningsområde är Tyskland. Inga underarter finns listade i Catalogue of Life.